# Vinland Saga (альбом)
«Vinland Saga» — другий студійний альбом німецько-норвезького метал-гурту Leaves' Eyes. Реліз відбувся 30 травня 2005 року.

## Список пісень
Автор слів Лів Крістін, автор музики Александр Крул, Торстен Бауер, Матіас Рьодерер, Кріс Лукхауп. 
| #     | Назва                                       | Тривалість |
| ----- | ------------------------------------------- | ---------- |
| 1.    | «Vinland Saga»                              | 3:12       |
| 2.    | «Farewell Proud Men»                        | 4:04       |
| 3.    | «Elegy»                                     | 5:07       |
| 4.    | «Solemn Sea»                                | 3:44       |
| 5.    | «Leaves' Eyes»                              | 3:59       |
| 6.    | «The Thorn»                                 | 4:05       |
| 7.    | «Misseri (Turn Green Meadows Into Grey)»    | 3:50       |
| 8.    | «Amhrán (Song of the Winds)» (instrumental) | 2:48       |
| 9.    | «New Found Land»                            | 3:28       |
| 10.   | «Mourning Tree»                             | 4:03       |
| 11.   | «Twilight Sun»                              | 3:22       |
| 12.   | «Ankomst» ("The Arrival")                   | 3:55       |
| 45:43 |                                             |            |

| Обмежене видання (бонусні треки) | Обмежене видання (бонусні треки) | Обмежене видання (бонусні треки) |
| #                                | Назва                            | Тривалість                       |
| -------------------------------- | -------------------------------- | -------------------------------- |
| 13.                              | «Heal»                           | 3:58                             |
| 14.                              | «For Amelie» (new version)       | 3:37                             |
| 53:18                            |                                  |                                  |

| Мультимедійний диск | Мультимедійний диск                         | Мультимедійний диск |
| #                   | Назва                                       | Тривалість          |
| ------------------- | ------------------------------------------- | ------------------- |
| 1.                  | «Elegy» (music video)                       | 4:32                |
| 2.                  | «Interview (directed by Robert Suß)»        | 7:35                |
| 3.                  | «Making of a Saga (directed by Robert Suß)» | 4:03                |
| 16:10               |                                             |                     |

## Персонал
- Лів Крістін — вокал, клавіші
- Александр Крул — гроулінг, клавіші, продюсування, інженерія, міксинг, мастеринг
- Торстен Бауер — гітари, клавіші
- Матіас Рьодерер — гітари, клавіші
- Кріс Лукхауп — бас, клавіші
- Моріц Нойнер — барабани, ударні, клавіші

### Додаткові учасники
- Robert & Johannes Suß, Norman Sickinger, Christof Kutzers, Anders Oddsberg, Steven Willems, Simone Sacco, Gunnar Sauermann, Sascha Henneberger, Markus Bruder, Jochen Steinsdorfer, Ralf Oechsle — задній вокал у пісні «New Found Land»
- Timon Birkhofer — піаніно та віолончель у пісні «Elegy», арфа «Amhran»
- Jana Kallenberg — скрипка

## Чарти
| Чарт (2005)         | Місце |
| ------------------- | ----- |
| German Albums Chart | 62    |